# Министерство юстиции Республики Корея
Министерство юстиции Республики Корея — один из центральных исполнительных органов Республики Корея, выполняющий следующие задачи:
- Судебное преследование
- Судебная защита
- Управление безопасностью
- Контроль исполнительности приведения наказаний
- Защита молодежи
- Предотвращение угрозы национальной безопасности
- Амнистия
- Защита прав человека
- Нотариальные, судебные разбирательства
- Лишение и восстановление гражданства
- Присвоение гражданства
- Работа с учебными заведениями по вопросам исследованию и улучшению юридических профессий
- Юридические консультации для каждого исполнительного органа
- Решение иммиграционных вопросов
- Решения вопросов по государственным компенсациям
- и прочие административные процедуры

Генеральный прокурор Республики Корея находится в подчинении Министерства юстиции, но не может влиять на независимую от исполнительной ветви судебную систему.